# Grand Prix automobile de Penya-Rhin 1935
Le Grand Prix automobile de Penya-Rhin 1935 est un Grand Prix qui s'est tenu sur le circuit de Montjuïc le 30 juin 1935.

## Grille de départ
| 1re ligne | Pos. 3             |                       | Pos. 2                    |                   | Pos. 1                   |
| --------- | ------------------ | --------------------- | ------------------------- | ----------------- | ------------------------ |
|           | Étancelin Maserati |                       | Nuvolari Alfa Romeo       |                   | Caracciola Mercedes-Benz |
| 2e ligne  |                    | Pos. 5                |                           | Pos. 4            |                          |
|           |                    | Fagioli Mercedes-Benz |                           | Brivio Alfa Romeo |                          |
| 3e ligne  | Pos. 8             |                       | Pos. 7                    |                   | Pos. 6                   |
|           | Soffietti Maserati |                       | De Villapadierna Maserati |                   | Zehender Maserati        |
| 4e ligne  |                    | Pos. 10               |                           | Pos. 9            |                          |
|           |                    | Hellé Nice Alfa Romeo |                           | Rey Bugatti       |                          |
| 5e ligne  | Pos. 13            |                       | Pos. 12                   |                   | Pos. 11                  |
|           |                    |                       |                           |                   | García Bugatti           |

## Classement de la course
| Pos | no | Pilote                | Écurie               | Châssis           | Tours | Temps/Abandon     | Grille |
| --- | -- | --------------------- | -------------------- | ----------------- | ----- | ----------------- | ------ |
| 1   | 10 | Luigi Fagioli         | Daimler-Benz AG      | Mercedes-Benz W25 | 70    | 2 h 27 min 38 s 0 | 5      |
| 2   | 2  | Rudolf Caracciola     | Daimler-Benz AG      | Mercedes-Benz W25 | 70    | + 47 s 6          | 1      |
| 3   | 4  | Tazio Nuvolari        | Scuderia Ferrari     | Alfa Romeo Tipo B | 70    | + 1 min 34 s 4    | 2      |
| 4   | 8  | Antonio Brivio        | Scuderia Ferrari     | Alfa Romeo Tipo B | 68    | + 2 tours         | 4      |
| 5   | 14 | Goffredo Zehender     | Scuderia Subalpina   | Maserati 6C-34    | 67    | + 3 tours         | 6      |
| 6   | 20 | Luigi Soffietti       | Privé                | Maserati 8CM      | 64    | + 6 tours         | 8      |
| Abd | 24 | Mlle Hellé Nice       | Privée               | Alfa Romeo Monza  | 52    | Différentiel      | 10     |
| Abd | 26 | Salvador García       | Privé                | Bugatti T51       | 43    | Mécanique         | 11     |
| Abd | 18 | José de Villapadierna | Privé                | Maserati 8CM      | 21    | Mécanique         | 7      |
| Abd | 6  | Philippe Étancelin    | Scuderia Subalpina   | Maserati 6C-34    | 10    | Feu               | 3      |
| Abd | 22 | Pierre Rey            | Privé                | Bugatti T51       | 7     | Moteur            | 9      |
| Np  | 12 | Bernd Rosemeyer       | Auto Union           | Auto Union Type B |       | Non partant       |        |
| Np  | 14 | ?                     | Officine A. Maserati | Maserati 6C-34    |       | Non partant       |        |

- Légende : Abd.=Abandon - Np.=Non partant.

## Pole position et record du tour
- Pole position : Rudolf Caracciola.
- Meilleur tour en course : Rudolf Caracciola en 2 min 3 s 6.